# Áłtsé 'Asdzą́ą́
Áłtsé 'Asdzą́ą́ ('Altsé 'Asdzáá, Áłtsé Asdzáán, 'Altsé 'Asdzáá, Ástse Estsán, Etsa-Assun; First Woman) Prva žena i njezin muž, prvi čovjek, bili su izvorni preci ljudske rase prema Navaho mitologiji.
Prva Žena i Prvi čovjek — poznati kao Altsé asdzáá odnosno Altsé hastiin — bila su bića koja su pripremila svijet za stvaranje ljudi. Nastali kada su vjetrovi otpuhali život u dva posebna klasja kukuruza, par je poveo bića koja će postati Navaho na putovanje od niza nižih svjetova do površine zemlje. U nekim se pričama prvom muškarcu i prvoj ženi pridružuju druga dva izvorna vođe: prvi dječak i prva djevojčica.
U svakom od nižih svjetova, sljedbenici Prvog čovjeka i Prve žene otkrili su različite resurse. Par je podučavao svoje pratitelje kako preživjeti u nepoznatom okruženju i poticao ih da nauče nove vještine, poput sadnje graha i kukuruza za hranu. Njih su dvoje pomogli svom narodu da prebrodi razne krize, uključujući i veliku poplavu koja je preplavila zemlju u snažnim valovima. Morali su se nositi i s problematičnim Kojotom, koji se svađao i izigravao ljude.
U jednom od nižih svjetova, Prvi čovjek i Prva žena vodili su gorku raspravu o tome trebaju li muškarci i žene jedni druge za život. Kao rezultat njihove svađe, Prvi čovjek je četiri godine odveo sve muškarce od žena. Nakon tog razdoblja razdvojenosti, neke od mladih žena rodile su strašna čudovišta koja su lovila ljude. Na kraju su muškarci i žene shvatili da trebaju jedni druge i dogovorili su se da će ponovno živjeti zajedno.
Prvi muškarac i Prva žena također su odgojili Navaho božanstvo, poznato kao Žena koja se mijenja (Asdzáá nádleehé), koju su pronašli kao dijete. Ženi koja se mijenja dali su paket lijekova stvaranja, torbu ili zbirku svetih predmeta koji su postali izvor njezine moći. Žena koja se mijenja i njezina sestra, Žena od bijele školjke (Yolgai asdzáá), rodile su blizance koji su postali ratnici i ubijali čudovišta koja su prijetila njihovom narodu.